# Joel Ferreira
Joel António Soares Ferreira, noto semplicemente come Joel Ferreira (Paços de Ferreira, 10 gennaio 1992), è un calciatore portoghese, difensore del Trofense.